# ملاك ساقط

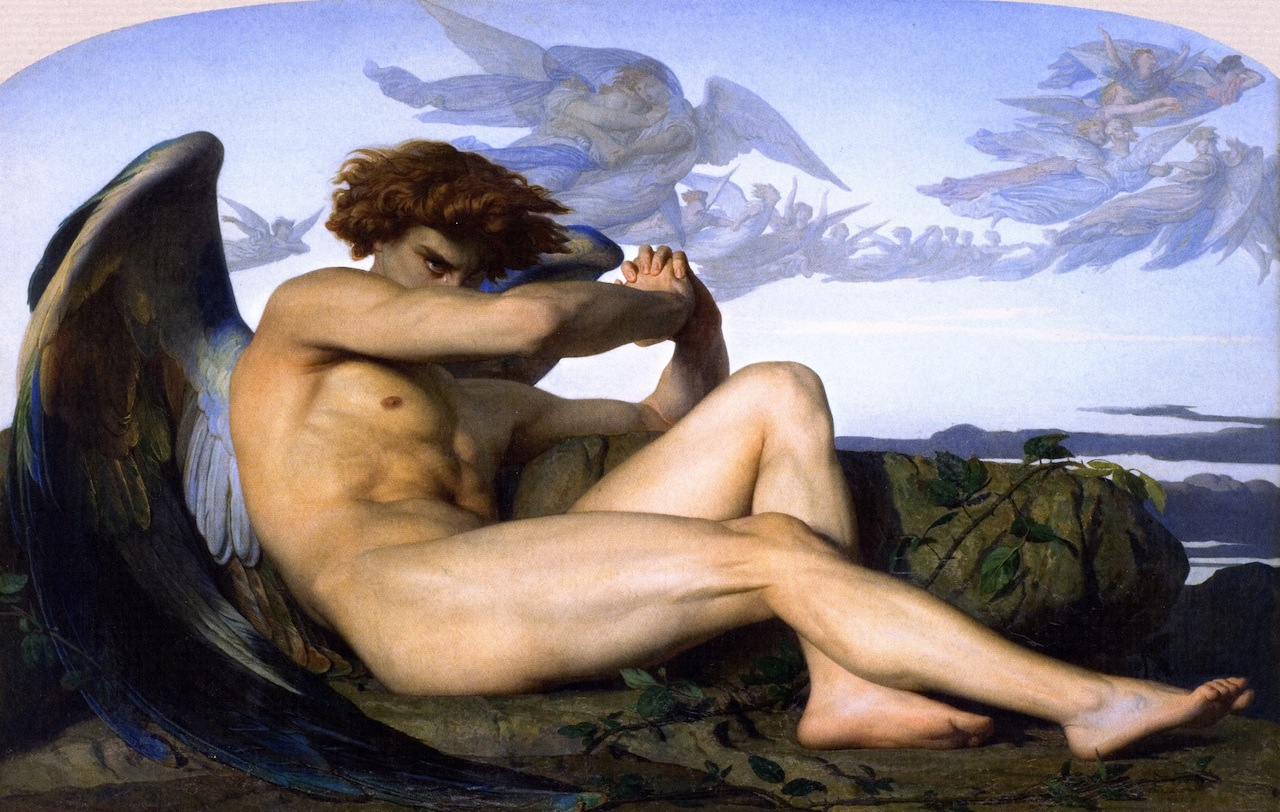
الملاك الساقط بريشة الفنان الفرنسي الكسندر كابانيل رسمها سنة 1847. يصور العمل «لوسيفر» الملاك الساقط لحظة طرده من الجنة بعد التمرد الذي قاده. أللوحة ضمن مجموعة خاصة.

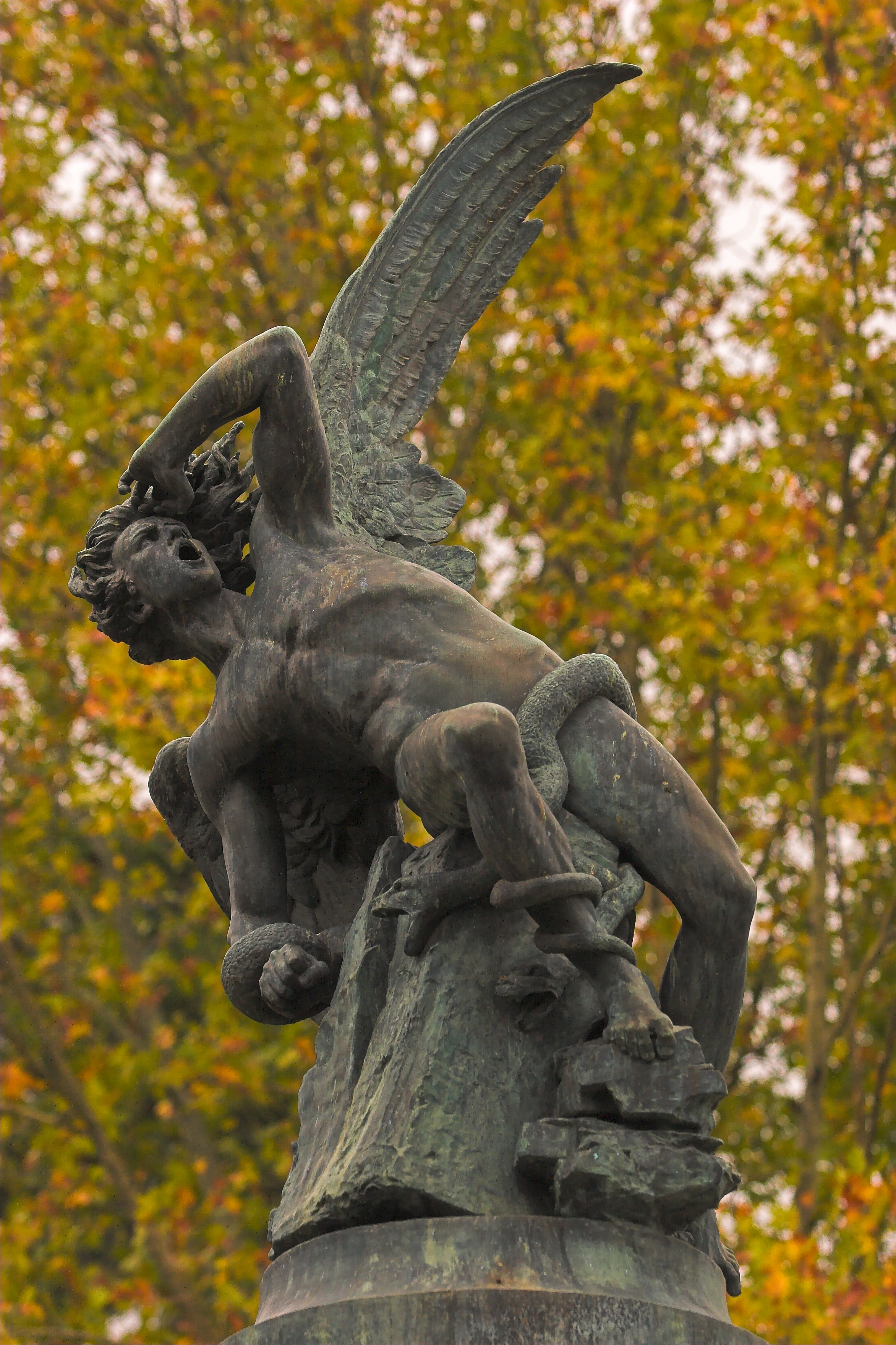
تمثال لملاك ساقط في حديقة بوين ريتيرو في مدريد، (إسبانيا).

ملاك ساقط أو ملاك هابط لدى معظم الطوائف المسيحية الملاك الهابط أو مايطلق عليه (بالإنجليزية: fallen angel)‏. هو ملاك تم معاقبته أو نفيه من الجنة.
في معظم الأحيان فان نفيا مماثلا هو عقوبة التمرد أو عصيان إرادة الله، أشهر الملائكة الهابطة من الجنة هو لوسيفر. وهذا الاسم هو عادة الاسم الذي يعطى للشيطان في الإيمان المسيحي. واستخدام هذا الاسم نابع من تفسير محدد في الإنجيل أشعياء 14:3-20 والذي يتحدث عن كائن أعطى اسم «نجم اليوم» أو «نجم الصباح».
ووفقا للتعاليم المسيحية في العقيدة الكاثوليكية فان معظم هذه الملائكة خلقت جيدة لكنها انقلبت لتصير سيئة حسب تفسيرها.

## وصلات خارجية
- Catholic Encyclopedia